# René Bonora
Pour les articles homonymes, voir Bonora.
René Bonora Puerta (né le 20 juin 1951 dans la province de Camagüey à Cuba et mort en mai 2025) est un footballeur international cubain, jouant au poste de milieu de terrain.

## Biographie

### Carrière en équipe nationale
Bonora est convoqué pour la première fois en équipe de Cuba lors de la Coupe des nations de la CONCACAF de 1971 à Trinité-et-Tobago (5 matchs disputés). Il a également l'occasion de jouer les éliminatoires des Coupes du monde de 1978 et 1982 (6 matchs disputés en tout, aucun but marqué).
Il participe au tournoi de football des Jeux olympiques en 1976, le premier de son genre disputé par son pays. Mais c'est à l'occasion des Jeux d'Amérique centrale et des Caraïbes qu'il se distingue en remportant trois médailles d'or consécutives en 1970, 1974 et 1978.

## Palmarès

### En club
- Champion de Cuba en 1970, 1975 et 1977[3] avec le FC Granjeros.

### En équipe de Cuba
- Vainqueur des Jeux d'Amérique centrale et des Caraïbes en 1970, 1974 et 1978.